# Kvalifikacije za prvenstvo Jugoslavije u nogometu 1937.
Prednatjecanje za prvenstvo Jugoslavije u nogometu 1937. ili Kvalifikacije za Nacionalnu ligu 1937. bilo je izlučno nogometno natjecanje za završnicu državnog prvenstva 1937./38. koju je organizirao Jugoslavenski nogometni savez.

## Sudionici
| Podsavez      | Prvenstvo | Prvak          | Grad       |
| ------------- | --------- | -------------- | ---------- |
| Beogradski    | 1936./37. | SK Jedinstvo   | Beograd    |
| Zagrebački    | 1936./37. | ŠK Slavija     | Varaždin   |
| Splitski      | 1937.     | GNK Osvit      | Šibenik    |
| Ljubljanski   | 1936./37. | SK Železničar  | Maribor    |
| Sarajevski    | 1936./37. | SAŠK           | Sarajevo   |
| Subotički     | 1936./37. | JSD Bačka      | Subotica   |
| Osječki       | 1936./37. | RK Elektra     | Osijek     |
| Skopski       | 1936./37. | Građanski SK   | Skoplje    |
| Novosadski    | 1936./37. | SK Vojvodina   | Novi Sad   |
| Petrovgradski | 1936./37. | ŽSK Petrovgrad | Petrovgrad |
| Niški         | 1936./37. | Obilić         | Kruševac   |
| Cetinjski     | 1936./37. | SK Arsenal     | Tivat      |
| Kragujevački  | 1936./37. | KFK Šumadija   | Kragujevac |
| Banjalučki    | 1936./37. | Borac          | Banja Luka |

## Zonske kvalifikacije

### Zapad
U ovoj zoni igrali su prvaci Zagrebačkog, Ljubljanskog i Banjalučkog podsaveza 1936./37.
| Prva momčad      | Ukupno        | Druga momčad       | 1. utakmica  | 2. utakmica  |
| Poluzavršnica    | Poluzavršnica | Poluzavršnica      | 6. 6. 1937.  | 13. 6. 1937. |
| ---------------- | ------------- | ------------------ | ------------ | ------------ |
| Borac Banja Luka | 1:17          | Slavija Varaždin   | 0:3          | 1:14         |
| Završnica        | Završnica     | Završnica          | 20. 6. 1937. | 27. 6. 1937. |
| Slavija Varaždin | 1:3           | Železničar Maribor | 0:0          | 1:3          |

### Sjever
U ovoj zoni igrali su prvaci Subotičkog, Novosadskog, Osječkog i Petrovgradskog podsaveza 1936./37.
| Prva momčad        | Ukupno        | Druga momčad       | 1. utakmica  | 2. utakmica  |
| Poluzavršnica      | Poluzavršnica | Poluzavršnica      | 6. 6. 1937.  | 13. 6. 1937. |
| ------------------ | ------------- | ------------------ | ------------ | ------------ |
| Vojvodina Novi Sad | 6:3           | Bačka Subotica     | 4:0          | 2:3          |
| Elektra Osijek     | 4:5           | ŽSK Petrovgrad     | 2:2          | 2:3          |
| Završnica          | Završnica     | Završnica          | 20. 6. 1937. | 27. 6. 1937. |
| ŽSK Petrovgrad     | 4:7           | Vojvodina Novi Sad | 0:5          | 4:2          |

### Jug
U ovoj zoni igrali su prvaci Splitskog, Sarajevskog i Cetinjskog podsaveza 1936./37.
| Prva momčad   | Ukupno        | Druga momčad  | 1. utakmica  | 2. utakmica  |
| Poluzavršnica | Poluzavršnica | Poluzavršnica | 6. 6. 1937.  | 13. 6. 1937. |
| ------------- | ------------- | ------------- | ------------ | ------------ |
| SAŠK Sarajevo | 3:2           | Osvit Šibenik | 3:2          | 0:0          |
| Završnica     | Završnica     | Završnica     | 20. 6. 1937. | 27. 6. 1937. |
| SAŠK Sarajevo | 7:5           | Arsenal Tivat | 6:2          | 1:3          |

### Istok
U ovoj zoni igrali su pprvaci Beogradskog, Kragujevačkog, Niškog i Skopskog podsaveza 1936./37.
| Prva momčad       | Ukupno        | Druga momčad        | 1. utakmica  | 2. utakmica  |
| Poluzavršnica     | Poluzavršnica | Poluzavršnica       | 6. 6. 1937.  | 13. 6. 1937. |
| ----------------- | ------------- | ------------------- | ------------ | ------------ |
| Građanski Skoplje | 10:3          | Šumadija Kragujevac | 6:0          | 4:3          |
| Jedinstvo Beograd | 11:1          | Obilić Kruševac     | 8:0          | 3:1          |
| Završnica         | Završnica     | Završnica           | 20. 6. 1937. | 27. 6. 1937. |
| Građanski Skoplje | 5:7           | Jedinstvo Beograd   | 5:3          | 0:4          |

## Završne kvalifikacije
Pobjednici zona igrali su po principu: istok-sjever, zapad-jug.
| Prva momčad        | Ukupno        | Druga momčad       | 1. utakmica  | 2. utakmica  |
| Poluzavršnica      | Poluzavršnica | Poluzavršnica      | 4. 7. 1937.  | 11. 7. 1937. |
| ------------------ | ------------- | ------------------ | ------------ | ------------ |
| SAŠK Sarajevo      | 16:4          | Železničar Maribor | 11:0         | 5:4          |
| Vojvodina Novi Sad | 3:7           | Jedinstvo Beograd  | 1:3          | 2:4          |
| Završnica          | Završnica     | Završnica          | 18. 7. 1937. | 25. 7. 1937. |
| Jedinstvo Beograd  | 6:2           | SAŠK Sarajevo      | 5:1          | 1:1          |

Jedinstvo iz Beograda se plasiralo u nacionalnu ligu kao deseti klub na mjesto Slavije iz Osijeka.

## Vanjske poveznice
- exyufudbal: Državno prvenstvo 1937./38.
- exyufudbal: Prvi razred: 1936./37.
- exyufudbal: Kvalifikacije: 1937.
- claudionicoletti: KINGDOM OF YUGOSLAVIA 1931-1940